# Buldogmieren
De buldogmieren zijn mierensoorten uit het geslacht Myrmecia, die bekend staan om hun agressieve gedrag en pijnlijke steek. De buldogmier wordt door de meeste experts de gevaarlijkste mierensoort genoemd.

## Anatomie
Buldogmieren hebben een lichaam dat verdeeld is in 3 duidelijke segmenten. Typisch zijn de grote ogen waarmee de mier uitstekend kan zien. De kop is klein en omdat de achterzijde vaak groter is en een andere kleur heeft wordt vaak het achterlijf voor de kop aangezien. Daarnaast heeft de buldogmier opvallend lange, tangachtige kaken. Buldogmieren worden vaak vrij groot: 1 tot 2 centimeter. Een aantal soorten kan dankzij de geveerde achterpoten een sprong maken van enige centimeters.

## Levenswijze
Buldogmieren behoren tot de giftigste mieren ter wereld. Ze zijn zeer alert en reageren agressief bij verstoring. Bij allergie voor het gif kan anafylaxie optreden, waarbij eerst de huid opzwelt en een levensbedreigende shock volgt. Het toedienen van adrenaline kan de allergische reactie verminderen of stoppen.
Hun dieet is gebaseerd op kleine insecten, zaden, paddenstoelen en fruit voor de larven, die vooral vlees nodig hebben om verder te ontwikkelen, terwijl de volwassenen soorten honingdauw en nectar eten. De werksters kunnen voedsel consumeren om die dan uit te braken in het nest.

## Voorkomen en verspreiding
De soorten komen voor in Australië en Nieuw-Caledonië en leven in grote groepen.

## Soorten
- Myrmecia aberrans Forel, 1900
- Myrmecia acuta Ogata & Taylor, 1991
- Myrmecia analis Mayr, 1862
- Myrmecia apicalis Emery, 1883
- Myrmecia arnoldi Clark, 1951
- Myrmecia athertonensis Forel, 1915
- Myrmecia auriventris Mayr, 1870
- Myrmecia banksi Taylor, 2015
- Myrmecia borealis Ogata & Taylor, 1991
- Myrmecia brevinoda Forel, 1910
- Myrmecia browningi Ogata & Taylor, 1991
- Myrmecia callima (Clark, 1943)
- Myrmecia cephalotes (Clark, 1943)
- Myrmecia chasei Forel, 1894
- Myrmecia chrysogaster (Clark, 1943)
- Myrmecia clarki Crawley, 1922
- Myrmecia comata Clark, 1951
- Myrmecia croslandi Taylor, 1991
- Myrmecia cydista (Clark, 1943)
- Myrmecia desertorum Wheeler, 1915
- Myrmecia dichospila Clark, 1938
- Myrmecia dimidiata Clark, 1951
- Myrmecia dispar (Clark, 1951)
- Myrmecia elegans (Clark, 1943)
- Myrmecia erecta Ogata & Taylor, 1991
- Myrmecia esuriens Fabricius, 1804
- Myrmecia eungellensis Ogata & Taylor, 1991
- Myrmecia exigua (Clark, 1943)
- Myrmecia fabricii Ogata & Taylor, 1991
- Myrmecia ferruginea Mayr, 1876
- Myrmecia flammicollis Brown, 1953
- Myrmecia flavicoma Roger, 1861
- Myrmecia forceps Roger, 1861
- Myrmecia forficata (Fabricius, 1787)
- Myrmecia formosa Wheeler, 1933
- Myrmecia froggatti Forel, 1910
- Myrmecia fucosa Clark, 1934
- Myrmecia fulgida Clark, 1951
- Myrmecia fulviculis Forel, 1913
- Myrmecia fulvipes Roger, 1861
- Myrmecia fuscipes Clark, 1951
- Myrmecia gilberti Forel, 1910
- Myrmecia gratiosa Clark, 1951
- Myrmecia gulosa (Fabricius, 1775)
- Myrmecia harderi Forel, 1910
- Myrmecia haskinsorum Taylor, 2015
- Myrmecia hilli (Clark, 1943)
- Myrmecia hirsuta Clark, 1951
- Myrmecia imaii Taylor, 2015
- Myrmecia impaternata Taylor, 2015
- Myrmecia infima Forel, 1900
- Myrmecia inquilina Douglas & Brown, 1959
- Myrmecia loweryi Ogata & Taylor, 1991
- Myrmecia ludlowi Crawley, 1922
- Myrmecia luteiforceps Wheeler, 1933
- Myrmecia mandibularis Smith, 1858
- Myrmecia maura Wheeler, 1933
- Myrmecia maxima (Moore, 1842)
- Myrmecia michaelseni Forel, 1907
- Myrmecia midas Clark, 1951
- Myrmecia minuscula Forel, 1915
- Myrmecia mjobergi Forel, 1915
- Myrmecia nigra Forel, 1907
- Myrmecia nigriceps Mayr, 1862
- Myrmecia nigriscapa Roger, 1861
- Myrmecia nigrocincta Smith, 1858
- Myrmecia nobilis (Clark, 1943)
- Myrmecia occidentalis (Clark, 1943)
- Myrmecia pavida Clark, 1951
- Myrmecia petiolata Emery, 1895
- Myrmecia picta Smith, 1858
- Myrmecia picticeps Clark, 1951
- Myrmecia piliventris Smith, 1858
- Myrmecia pilosula Smith, 1858
- Myrmecia potteri (Clark, 1951)
- Myrmecia pulchra Clark, 1929
- Myrmecia pyriformis Smith, 1858
- Myrmecia queenslandica Forel, 1915
- Myrmecia regularis Crawley, 1925
- Myrmecia rowlandi Forel, 1910
- Myrmecia rubicunda (Clark, 1943)
- Myrmecia rubripes Clark, 1951
- Myrmecia rufinodis Smith, 1858
- Myrmecia rugosa Wheeler, 1933
- Myrmecia simillima Smith, 1858
- Myrmecia subfasciata Viehmeyer, 1924
- Myrmecia swalei Crawley, 1922
- Myrmecia tarsata Smith, 1858
- Myrmecia tepperi Emery, 1898
- Myrmecia testaceipes (Clark, 1943)
- Myrmecia tridentata Ogata & Taylor, 1991
- Myrmecia urens Lowne, 1865
- Myrmecia varians Mayr, 1876
- Myrmecia vindex Smith, 1858